# 28 février 2001
Le mercredi 28 février 2001 est le 59e jour de l'année 2001.

## Décès
- Gin Kanie (née le 1er août 1892), centenaire japonaise
- Charles Pozzi (né le 27 août 1909), pilote automobile
- Eugène Guibaud (né le 5 septembre 1909), espion et général français
- Stan Cullis (né le 25 octobre 1916), footballeur et entraineur de football anglais
- Gildas Molgat (né le 25 janvier 1927), homme politique canadien
- Mario Bergara (né le 1er décembre 1937), joueur de football international uruguayen

## Autres événements
- Sortie belge du film Séquences et Conséquences
- Sortie française du film Hannibal
- Sortie française du film La Moitié du ciel
- Sortie française du film Comédie de l'innocence

- Sortie du single Baby! Koi ni Knock Out!
- Sortie de l'album Dear...

- Sortie d'Euro "Dream" Land
- Sortie de Believe in You

- Création de l'association Tourisme et handicaps
- Fin des transmission de la sonde NEAR Shoemaker

- Juan José Lucas remplace Mariano Rajoy comme ministre de la Présidence. Il conserve
- Jorge Fernández Díaz est nommé ministre de l'Intérieur de l'Espagne en remplacement de Jaime Mayor Oreja
- Suppression de la chambre des comitats en Croatie
- Fondation de l'Union panukrainienne « Solidarité »

- Découverte de l'astéroïde (94291) Django
- Découverte de l'astéroïde (139028) Haynald

- Séisme de 6.9 sur l'échelle de Richter ressenti à Seattle
- Sortie française du film Un monde meilleur
- 10 morts lors d'un accident de train à Selby

- le ministre de l'Agriculture Jean Glavany annonce un plan d'aide pour les éleveurs bovins touchés par la crise de la vache folle.
- la ville américaine de Seattle (nord-ouest des États-Unis) subit le séisme le plus puissant depuis un demi-siècle dans la région (magnitude de 6,8 sur l'échelle ouverte de Richter) mais ne déplore que 250 blessés.
- un séisme de 6,8 à l'échelle ouverte de Richter frappe l'État de Washington, l'Oregon ainsi que Vancouver et Victoria, faisant un mort et d'importants dégâts.
- Belgrade, le bureau du procureur lance une enquête sur l'ancien dictateur Slobodan Milošević.
- WorldCom licencie 6 000 employés aux États-Unis, la faillite n'est plus très loin.